# Suka Maju (Natal)
Suka Maju is een bestuurslaag in het regentschap Mandailing Natal van de provincie Noord-Sumatra, Indonesië. Suka Maju telt 862 inwoners (volkstelling 2010).